# Al-Shabaab
Harakat al-Shabaab al-Mujahideen (HSM) (arabisk: حركة الشباب المجاهدين; Somali: Xarakada Mujaahidiinta Alshabaab, "Mujahideen Ungdomsbevægelse " eller "Bevægelsen af de stræbende unge"), bedre kendt som al-Shabaab (arabisk: الشباب, "Ungdommen" eller "Drengene"), er en somalisk-baseret celle af den militante islamiske gruppe al-Qaeda, formelt konstateret i 2012. Pr. 2012 kontrollerer sammenslutningen større dele af de sydlige egne af Somalia, hvor det er rapporteret, at organisationen har indført sin egen strenge fortolkning af Sharia-lov. Al-Shabaabs militære styrke var i maj 2011 anslået at udgøre 14.426 militante. I februar 2012 opstod intern uenighed mellem Al-Shabaabs ledere og det øvrige Al-Qaeda over samarbejdet, hvilket førte til en midlertidig svækkelse.
Organisationen er opstået på grundlag af den tidligere sammenslutning Rådet af Islamiske Domstole, der blev opløst i flere forskellige fraktioner efter nederlaget i 2006 til den somaliske regering og Ethiopisk militær. Al-Shabaab beskriver sig selv som havende iværksat jihad mod "islams fjender" og er involveret i kampe mod den somaliske regering. Gruppen har endvidere været involveret i fjendtlige handlinger mod hjælpeorganisationer i området, og har truet, kipnappet og dræbt hjælpearbejdere med det formål, at tvinge nødhjælpsorganisationer ud af landet. Al-Shabaab er anset som en terrororganisation af adskillige vestlige regeringer og sikkerhedsfirmaer. Pr. juni 2012 har USA's regering udlovet dusør på flere af organisationens ledere.

## Eksterne links
- Ryu, A. 2007, 'Somali government calls for peacekeepers', Voice of America News, February 13.
- Walker, R. 2008, 'Meeting Somalia's Islamist insurgents', BBC News, April 28. Retrieved on June 8, 2008. (Interview with Al Shabaab member.)
- "First Stop Addis" – song by Al-Shabaab member Omar Hammami/Abu Mansoor Al-Amriki